# Lista amerykańskich senatorów ze stanu Minnesota
Lista amerykańskich senatorów ze stanu Minnesota – senatorzy wybrani ze stanu Minnesota.
Stan Minnesota został włączony do Unii 11 maja 1858 roku. Posiada prawo do mandatów senatorskich 1. i 2. klasy. Do 8 kwietnia 1913 roku (ratyfikowania 17. poprawki do Konstytucji) senatorowie byli wybierani przez stanowy parlament. Od tego czasu wybierani są w wyborach powszechnych.

## 1. Klasa
| Lp.   | Imię i nazwisko       | Imię i nazwisko                | Od                | Do                | Partia                                | Kadencja                                                 | Uwagi                                                                            |
| ----- | --------------------- | ------------------------------ | ----------------- | ----------------- | ------------------------------------- | -------------------------------------------------------- | -------------------------------------------------------------------------------- |
| 1     | Henry Mower Rice      |                                | 11 maja 1858      | 4 marca 1863      | Partia Demokratyczna                  | 1                                                        | Wybrany w 1858 Nie starał się o reelekcję w 1863                                 |
| 2     | Alexander Ramsey      |                                | 4 marca 1863      | 4 marca 1875      | Partia Republikańska                  | 2                                                        | Wybrany w 1863                                                                   |
| 2     | Alexander Ramsey      | 3                              | 4 marca 1863      | 4 marca 1875      | Partia Republikańska                  | Reelekcja w 1869                                         |                                                                                  |
| 3     | Samuel J. R. McMillan |                                | 4 marca 1875      | 4 marca 1887      | Partia Republikańska                  | 4                                                        | Wybrany w 1875                                                                   |
| 3     | Samuel J. R. McMillan | 5                              | 4 marca 1875      | 4 marca 1887      | Partia Republikańska                  | Reelekcja w 1881 Nie starał się o reelekcję w 1887       |                                                                                  |
| 4     | Cushman Kellogg Davis |                                | 4 marca 1887      | 27 listopada 1900 | Partia Republikańska                  | 6                                                        | Wybrany w 1886                                                                   |
| 4     | Cushman Kellogg Davis | 7                              | 4 marca 1887      | 27 listopada 1900 | Partia Republikańska                  | Reelekcja w 1892                                         |                                                                                  |
| 4     | Cushman Kellogg Davis | 8                              | 4 marca 1887      | 27 listopada 1900 | Partia Republikańska                  | Reelekcja w 1898 Zmarł w trakcie pełnienia urzędu w 1900 |                                                                                  |
| Wakat | Wakat                 | Wakat                          | 27 listopada 1900 | 5 grudnia 1900    |                                       | 8                                                        |                                                                                  |
| 5     | Charles A. Towne      |                                | 5 grudnia 1900    | 23 stycznia 1901  | Partia Demokratyczna                  | 8                                                        | Mianowany do kontynuowania kadencji w 1900 Zrezygnował po wyborze następcy       |
| 6     | Moses E. Clapp        |                                | 23 stycznia 1901  | 4 marca 1917      | Partia Republikańska                  | 8                                                        | Wybrany do dokończenia kadencji w wyborach specjalnych w 1901                    |
| 6     | Moses E. Clapp        | 9                              | 23 stycznia 1901  | 4 marca 1917      | Partia Republikańska                  | Reelekcja w 1904                                         |                                                                                  |
| 6     | Moses E. Clapp        | 10                             | 23 stycznia 1901  | 4 marca 1917      | Partia Republikańska                  | Reelekcja w 1910 Przegrał prawybory w 1916               |                                                                                  |
| 7     | Frank B. Kellogg      |                                | 4 marca 1917      | 4 marca 1923      | Partia Republikańska                  | 11                                                       | Wybrany w 1916 Przegrał wybory w 1922                                            |
| 8     | Henrik Shipstead      |                                | 4 marca 1923      | 3 stycznia 1947   | Partia Farmersko-Robotnicza (do 1941) | 12                                                       | Wybrany w 1922                                                                   |
| 8     | Henrik Shipstead      | 13                             | 4 marca 1923      | 3 stycznia 1947   | Partia Farmersko-Robotnicza (do 1941) | Reelekcja w 1928                                         |                                                                                  |
| 8     | Henrik Shipstead      | 14                             | 4 marca 1923      | 3 stycznia 1947   | Partia Farmersko-Robotnicza (do 1941) | Reelekcja w 1934                                         |                                                                                  |
| 8     | Henrik Shipstead      | Partia Republikańska (od 1941) | 4 marca 1923      | 3 stycznia 1947   | 15                                    | Reelekcja w 1940 Przegrał prawybory w 1946               |                                                                                  |
| 9     | Edward John Thye      |                                | 3 stycznia 1947   | 3 stycznia 1959   | Partia Republikańska                  | 16                                                       | Wybrany w 1946                                                                   |
| 9     | Edward John Thye      | 17                             | 3 stycznia 1947   | 3 stycznia 1959   | Partia Republikańska                  | Reelekcja w 1952 Przegrał wybory w 1958                  |                                                                                  |
| 10    | Eugene McCarthy       |                                | 3 stycznia 1959   | 3 stycznia 1971   | Partia Demokratyczna (DFL)            | 18                                                       | Wybrany w 1958                                                                   |
| 10    | Eugene McCarthy       | 19                             | 3 stycznia 1959   | 3 stycznia 1971   | Partia Demokratyczna (DFL)            | Reelekcja w 1964 Nie starał się o reelekcję w 1970       |                                                                                  |
| 11    | Hubert Humphrey       |                                | 3 stycznia 1971   | 13 stycznia 1978  | Partia Demokratyczna (DFL)            | 20                                                       | Wybrany w 1970                                                                   |
| 11    | Hubert Humphrey       | 21                             | 3 stycznia 1971   | 13 stycznia 1978  | Partia Demokratyczna (DFL)            | Reelekcja w 1976 Zmarł w trakcie pełnienia urzędu w 1978 |                                                                                  |
| Wakat | Wakat                 | Wakat                          | 13 stycznia 1978  | 25 stycznia 1978  |                                       | 21                                                       |                                                                                  |
| 12    | Muriel Humphrey       |                                | 25 stycznia 1978  | 7 listopada 1978  | Partia Demokratyczna (DFL)            | 21                                                       | Mianowana do kontynuowania kadencji męża w 1978 Zrezygnowała po wyborze następcy |
| 13    | David Durenberger     |                                | 7 listopada 1978  | 3 stycznia 1995   | Partia Republikańska                  | 21                                                       | Wybrany do dokończenia kadencji w wyborach specjalnych w 1978                    |
| 13    | David Durenberger     | 22                             | 7 listopada 1978  | 3 stycznia 1995   | Partia Republikańska                  | Reelekcja w 1982                                         |                                                                                  |
| 13    | David Durenberger     | 23                             | 7 listopada 1978  | 3 stycznia 1995   | Partia Republikańska                  | Reelekcja w 1988 Nie starał się o reelekcję w 1994       |                                                                                  |
| 14    | Rod Grams             |                                | 3 stycznia 1995   | 3 stycznia 2001   | Partia Republikańska                  | 24                                                       | Wybrany w 1994 Przegrał wybory w 2000                                            |
| 15    | Mark Dayton           |                                | 3 stycznia 2001   | 3 stycznia 2007   | Partia Demokratyczna (DFL)            | 25                                                       | Wybrany w 2000 Nie starał się o reelekcję w 2006                                 |
| 16    | Amy Klobuchar         |                                | 3 stycznia 2007   | nadal             | Partia Demokratyczna (DFL)            | 26                                                       | Wybrana w 2006                                                                   |
| 16    | Amy Klobuchar         | 27                             | 3 stycznia 2007   | nadal             | Partia Demokratyczna (DFL)            | Reelekcja w 2012                                         |                                                                                  |
| 16    | Amy Klobuchar         | 28                             | 3 stycznia 2007   | nadal             | Partia Demokratyczna (DFL)            | Reelekcja w 2018                                         |                                                                                  |
| 16    | Amy Klobuchar         | 29                             | 3 stycznia 2007   | nadal             | Partia Demokratyczna (DFL)            | Reelekcja w 2024                                         |                                                                                  |

## 2. Klasa
| Lp.   | Imię i nazwisko       | Imię i nazwisko | Od                                                                                         | Do                   | Partia                      | Kadencja                                                                                        | Uwagi |
| ----- | --------------------- | --------------- | ------------------------------------------------------------------------------------------ | -------------------- | --------------------------- | ----------------------------------------------------------------------------------------------- | --- |
| 1     | James Shields         |                 | 11 maja 1858                                                                               | 4 marca 1859         | Partia Demokratyczna        | 1                                                                                               | Wybrany w 1858 Przegrał wybory w 1858 lub 1859 |
| 2     | Morton S. Wilkinson   |                 | 4 marca 1859                                                                               | 4 marca 1865         | Partia Republikańska        | 2                                                                                               | Wybrany w 1858 lub 1859 Przegrał wybory w 1865 |
| 3     | Daniel Sheldon Norton |                 | 4 marca 1865                                                                               | 13 lipca 1870        | Partia Republikańska        | 3                                                                                               | Wybrany w 1865 Zmarł w trakcie pełnienia urzędu w 1870 |
| Wakat | Wakat                 | Wakat           | 13 lipca 1870                                                                              | 15 lipca 1870        |                             | 3                                                                                               | |
| 4     | William Windom        |                 | 15 lipca 1870                                                                              | 22 stycznia 1871     | Partia Republikańska        | 3                                                                                               | Mianowany do kontynuowania kadencji w 1870 Zrezygnował po wyborze następcy                                                                                                   |
| 5     | Ozora P. Stearns      |                 | 22 stycznia 1871                                                                           | 4 marca 1871         | Partia Republikańska        | 3                                                                                               | Wybrany do dokończenia kadencji w wyborach specjalnych w 1871 Nie starał się o wybór na pełną, 6-letnią kadencję w 1871                                                      |
| 6     | William Windom        |                 | 4 marca 1871                                                                               | 7 marca 1881         | Partia Republikańska        | 4                                                                                               | Wybrany w 1871 |
| 6     | William Windom        | 5               | 4 marca 1871                                                                               | 7 marca 1881         | Partia Republikańska        | Reelekcja w 1877 Zrezygnował w trakcie trwania kadencji, by objąć funkcję sekretarza skarbu USA | |
| Wakat | Wakat                 | Wakat           | 7 marca 1881                                                                               | 12 marca 1881        |                             | 5                                                                                               | |
| 7     | Alonzo J. Edgerton    |                 | 12 marca 1881                                                                              | 30 października 1881 | Partia Republikańska        | 5                                                                                               | Mianowany do kontynuowania kadencji w 1881 Zrezygnował po wyborze następcy                                                                                                   |
| Wakat | Wakat                 | Wakat           | 30 października 1881                                                                       | 15 listopada 1881    |                             | 5                                                                                               | |
| 8     | William Windom        |                 | 15 listopada 1881                                                                          | 4 marca 1883         | Partia Republikańska        | 5                                                                                               | Wybrany do dokończenia swojej własnej kadencji w wyborach specjalnych w 1881 Przegrał wybory na pełną, 6-letnią kadencję 1883                                                |
| 9     | Dwight M. Sabin       |                 | 4 marca 1883                                                                               | 4 marca 1889         | Partia Republikańska        | 6                                                                                               | Wybrany w 1883 Przegrał wybory w 1888 |
| 10    | William D. Washburn   |                 | 4 marca 1889                                                                               | 4 marca 1895         | Partia Republikańska        | 7                                                                                               | Wybrany w 1888 Przegrał wybory w 1895 |
| 11    | Knute Nelson          |                 | 4 marca 1895                                                                               | 28 kwietnia 1923     | Partia Republikańska        | 8                                                                                               | Wybrany w 1895 |
| 11    | Knute Nelson          | 9               | 4 marca 1895                                                                               | 28 kwietnia 1923     | Partia Republikańska        | Reelekcja w 1901                                                                                | |
| 11    | Knute Nelson          | 10              | 4 marca 1895                                                                               | 28 kwietnia 1923     | Partia Republikańska        | Reelekcja w 1907                                                                                | |
| 11    | Knute Nelson          | 11              | 4 marca 1895                                                                               | 28 kwietnia 1923     | Partia Republikańska        | Reelekcja w 1912                                                                                | |
| 11    | Knute Nelson          | 12              | 4 marca 1895                                                                               | 28 kwietnia 1923     | Partia Republikańska        | Reelekcja w 1918 Zmarł w trakcie pełnienia urzędu w 1923                                        | |
| Wakat | Wakat                 | Wakat           | 28 kwietnia 1923                                                                           | 16 lipca 1923        |                             | 12                                                                                              | |
| 12    | Magnus Johnson        |                 | 16 lipca 1923                                                                              | 4 marca 1925         | Partia Farmersko-Robotnicza | 12                                                                                              | Wybrany do dokończenia kadencji w wyborach specjalnych w 1923 Przegrał wybory na pełną, 6-letnią kadencję w 1924                                                             |
| 13    | Thomas D. Schall      |                 | 4 marca 1925                                                                               | 22 grudnia 1935      | Partia Republikańska        | 13                                                                                              | Wybrany w 1924 |
| 13    | Thomas D. Schall      | 14              | 4 marca 1925                                                                               | 22 grudnia 1935      | Partia Republikańska        | Reelekcja w 1930 Zmarł w trakcie pełnienia urzędu w 1935                                        | |
| Wakat | Wakat                 | Wakat           | 22 grudnia 1935                                                                            | 27 grudnia 1935      |                             | 14                                                                                              | |
| 14    | Elmer Austin Benson   |                 | 27 grudnia 1935                                                                            | 3 listopada 1936     | Partia Farmersko-Robotnicza | 14                                                                                              | Mianowany do kontynuowania kadencji w 1935 Zrezygnował po wyborze następcy                                                                                                   |
| 15    | Guy V. Howard         |                 | 3 listopada 1936                                                                           | 3 stycznia 1937      | Partia Republikańska        | 14                                                                                              | Wybrany do dokończenia kadencji w wyborach specjalnych w 1936 Nie starał się o wybór na pełną, 6-letnią kadencję w 1936                                                      |
| 16    | Ernest Lundeen        |                 | 3 stycznia 1937                                                                            | 31 sierpnia 1940     | Partia Farmersko-Robotnicza | 15                                                                                              | Wybrany w 1936 Zmarł w trakcie pełnienia urzędu w 1940 |
| Wakat | Wakat                 | Wakat           | 31 sierpnia 1940                                                                           | 14 października 1940 |                             | 15                                                                                              | |
| 17    | Joseph H. Ball        |                 | 14 października 1940                                                                       | 3 listopada 1942     | Partia Republikańska        | 15                                                                                              | Mianowany do kontynuowania kadencji w 1940 Zrezygnował po wyborze następcy                                                                                                   |
| Wakat | Wakat                 | Wakat           | 3 listopada 1942                                                                           | 18 listopada 1942    |                             | 15                                                                                              | |
| 18    | Arthur E. Nelson      |                 | 18 listopada 1942                                                                          | 3 stycznia 1943      | Partia Republikańska        | 15                                                                                              | Wybrany do dokończenia kadencji w wyborach specjalnych w 1942 Nie starał się o wybór na pełną, 6-letnią kadencję w 1942                                                      |
| 19    | Joseph H. Ball        |                 | 3 stycznia 1943                                                                            | 3 stycznia 1949      | Partia Republikańska        | 16                                                                                              | Wybrany w 1942 Przegrał wybory w 1948 |
| 20    | Hubert Humphrey       |                 | 3 stycznia 1949                                                                            | 29 grudnia 1964      | Partia Demokratyczna (DFL)  | 17                                                                                              | Wybrany w 1948 |
| 20    | Hubert Humphrey       | 18              | 3 stycznia 1949                                                                            | 29 grudnia 1964      | Partia Demokratyczna (DFL)  | Reelekcja w 1954                                                                                | |
| 20    | Hubert Humphrey       | 19              | 3 stycznia 1949                                                                            | 29 grudnia 1964      | Partia Demokratyczna (DFL)  | Reelekcja w 1960 Zrezygnował w trakcie trwania kadencji, by objąć urząd wiceprezydenta USA      | |
| 21    | Walter Mondale        | 19              |                                                                                            | 29 grudnia 1964      | 30 grudnia 1976             | Partia Demokratyczna (DFL)                                                                      | Mianowany do dokończenia kadencji w 1964 |
| 21    | Walter Mondale        | 20              | Wybrany w 1966                                                                             | 29 grudnia 1964      | 30 grudnia 1976             | Partia Demokratyczna (DFL)                                                                      | |
| 21    | Walter Mondale        | 21              | Reelekcja w 1972 Zrezygnował w trakcie trwania kadencji, by objąć urząd wiceprezydenta USA | 29 grudnia 1964      | 30 grudnia 1976             | Partia Demokratyczna (DFL)                                                                      | |
| 22    | Wendell Anderson      | 21              |                                                                                            | 30 grudnia 1976      | 29 grudnia 1978             | Partia Demokratyczna (DFL)                                                                      | Mianowany do dokończenia kadencji w 1976 Przegrał wybory na pełną, 6-letnią kadencję w 1978 Zrezygnował przed końcem kadencji, by wybrany następca mógł szybciej objąć urząd |
| 23    | Rudy Boschwitz        |                 | 29 grudnia 1978                                                                            | 3 stycznia 1991      | Partia Republikańska        | 21                                                                                              | Mianowany do dokończenia kadencji, będąc już wcześniej wybrany na pełną, 6-letnią kadencję                                                                                   |
| 23    | Rudy Boschwitz        | 22              | 29 grudnia 1978                                                                            | 3 stycznia 1991      | Partia Republikańska        | Wybrany w 1978                                                                                  | |
| 23    | Rudy Boschwitz        | 23              | 29 grudnia 1978                                                                            | 3 stycznia 1991      | Partia Republikańska        | Reelekcja w 1984 Przegrał wybory w 1990                                                         | |
| 24    | Paul Wellstone        |                 | 3 stycznia 1991                                                                            | 25 października 2002 | Partia Demokratyczna (DFL)  | 24                                                                                              | Wybrany w 1990 |
| 24    | Paul Wellstone        | 25              | 3 stycznia 1991                                                                            | 25 października 2002 | Partia Demokratyczna (DFL)  | Reelekcja w 1996 Zmarł w trakcie pełnienia urzędu w 2002                                        | |
| Wakat | Wakat                 | Wakat           | 25 października 2002                                                                       | 4 listopada 2002     |                             | 25                                                                                              | |
| 25    | Dean Barkley          |                 | 4 listopada 2002                                                                           | 3 stycznia 2003      | Niezależna Partia Minnesoty | 25                                                                                              | Mianowany do dokończenia kadencji w 2002 |
| 26    | Norm Coleman          |                 | 3 stycznia 2003                                                                            | 3 stycznia 2009      | Partia Republikańska        | 26                                                                                              | Wybrany w 2002 Przegrał wybory w 2008 |
| Wakat | Wakat                 | Wakat           | 3 stycznia 2009                                                                            | 7 lipca 2009         |                             | 27                                                                                              | Wybory nierozstrzygnięte |
| 27    | Al Franken            |                 | 7 lipca 2009                                                                               | 2 stycznia 2018      | Partia Demokratyczna (DFL)  | 27                                                                                              | Wybrany w 2008 |
| 27    | Al Franken            | 28              | 7 lipca 2009                                                                               | 2 stycznia 2018      | Partia Demokratyczna (DFL)  | Reelekcja w 2014 Zrezygnował w trakcie trwania kadencji w 2018                                  | |
| 28    | Tina Smith            | 28              |                                                                                            | 3 stycznia 2018      | nadal                       | Partia Demokratyczna (DFL)                                                                      | Mianowana do kontynuowania kadencji w 2018 Wybrana do dokończenia kadencji w wyborach specjalnych w 2018                                                                     |
| 28    | Tina Smith            | 29              | Wybrana na pełną kadencję w 2020                                                           | 3 stycznia 2018      | nadal                       | Partia Demokratyczna (DFL)                                                                      | |